# Mathilde Heuing
Mathilde Heuing (* 25. September 1952) ist eine ehemalige deutsche Mittel- und Langstreckenläuferin.
1979 wurde sie Deutsche Vizemeisterin über 1500 Meter. Im Jahr darauf wurde sie nationale Vizemeisterin im Crosslauf und Dritte bei den Deutschen Meisterschaften über 1500 Meter. 1981 gewann sie den Silvesterlauf Bozen und 1982 den Rotterdam-Marathon. 1995 wurde sie Zweite beim Hermannslauf. Sie war Teilhaberin eines Bielefelder Fachgeschäfts für Laufausrüstung.

## Persönliche Bestzeiten
- 800 m: 2:07,5 min, 16. Juli 1975, Arnhem
- 1000 m: 2:46,8 min, 4. August 1978, Troisdorf
- 1500 m: 4:14,67 min, 1. September 1981, Ingelheim am Rhein
- 3000 m: 9:15,9 min, 22. August 1980, Brüssel
- 5000 m: 16:26,0 min, 29. Juli 1981, Hamm
- Marathon: 2:54:03 h, 22. Mai 1982, Rotterdam